# Domenico Fontana
Domenico Fontana (Melide, 1543 – Nàpols, 28 de juny de 1607) fou un arquitecte i urbanista suís, originari del cantó de Ticino, que va actuar sobretot a Roma i Nàpols durant el Renaixement tardà.

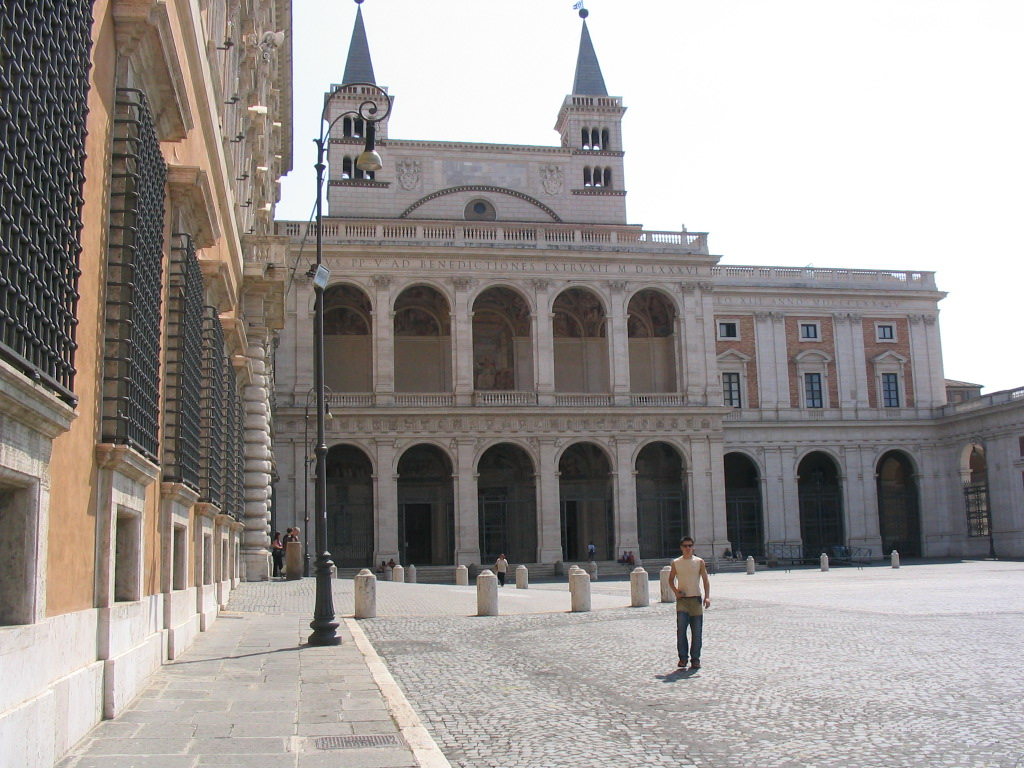
Sant Joan del Laterà, façana nord amb la Loggia delle Benedizioni.

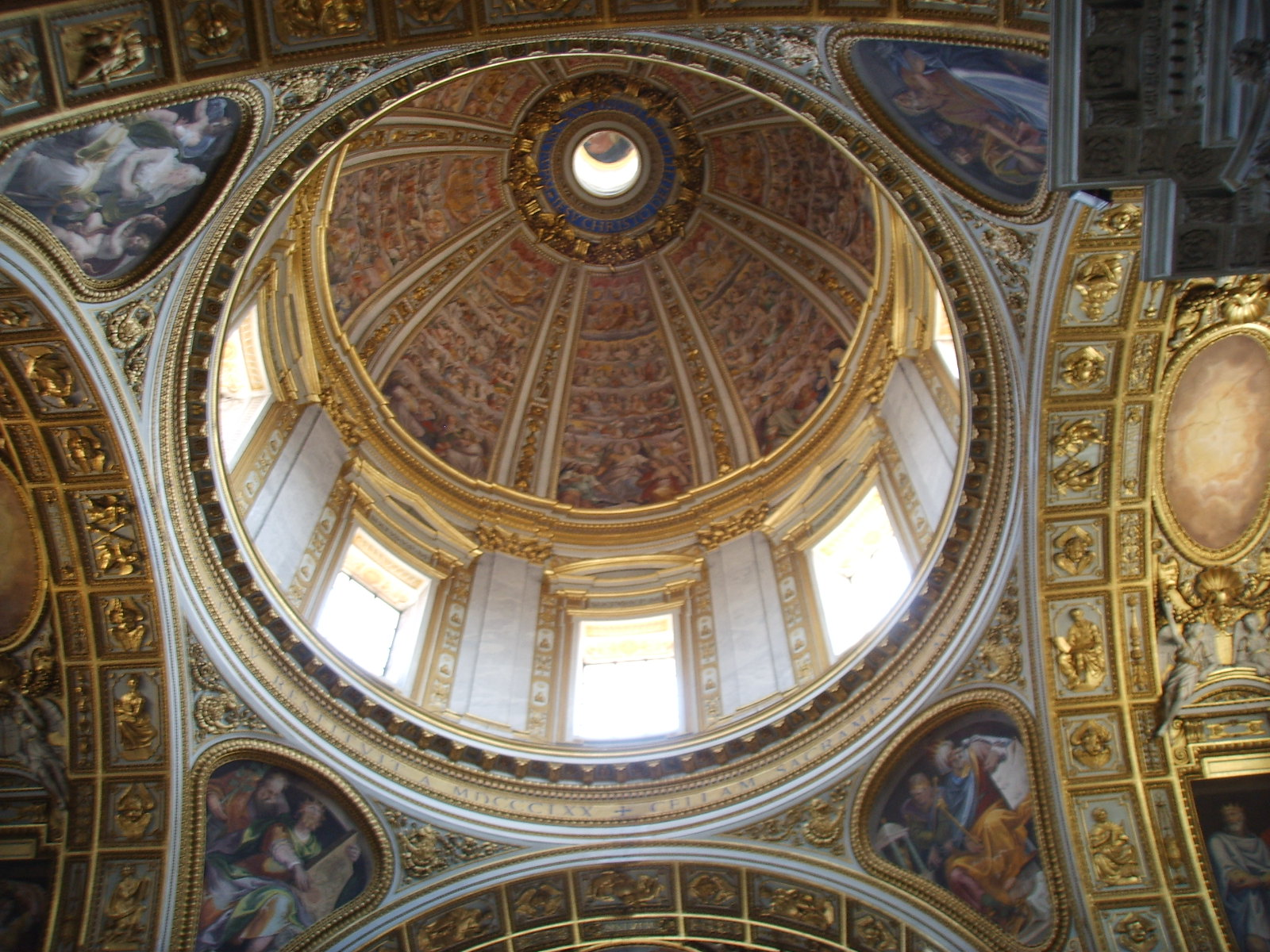
Santa Maria Major,
cúpula de la Capella Sixtina.

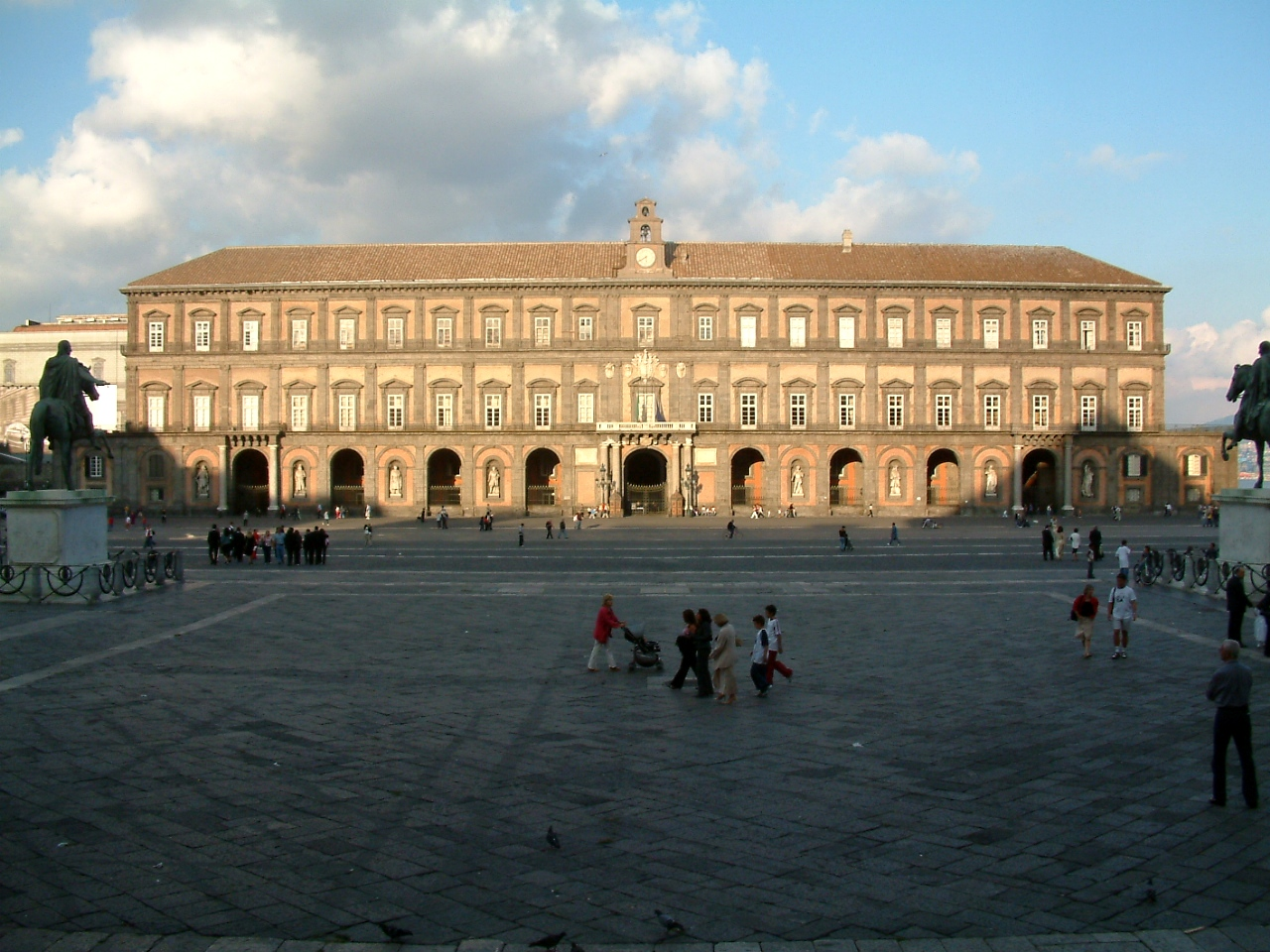
Palau Reial de Nàpols.

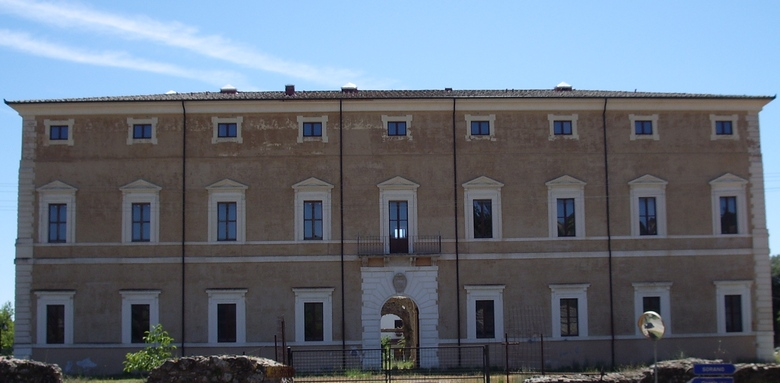
La Villa Sforzesca, prop de Castell'Azzara.

El 1563 es va traslladar a Roma, poc abans de la mort de Miquel Àngel, on va aprofundir l'estudi de les obres dels mestres antics i moderns. Va comptar, sobretot, amb la confiança de Felice Perretti, el cardenal Montalto, que esdevindria papa amb el nom de Sixt V. Encara cardenal, el 1584 li va encarregar la construcció d'una capella lateral a Santa Maria Major, la Capella Sixtina (que cal no confondre amb la capella homònima del Vaticà). La nova capella va incorporar la Capella del Pessebre d'Arnolfo di Cambio. És una meravellosa estructura amb planta de creu grega, ben equilibrada, malgrat la profusió de detalls i la sobrecàrrega de rics ornaments, que de cap manera interfereixen amb l'esquema arquitectònic principal. Està coronada per una cúpula de l'estil de Sant Màrius de Montepulciano. La capella estava destinada a acollir la tomba del papa Sixt. També hi és enterrat Pius V.
Per al mateix client va construir el Palau Montalto, proper a Santa Maria Major, amb una hàbil distribució dels volums i un esquema decoratiu fet de relleus i fistons, impressionant per l'habilitat amb què l'artista ha adaptat el projecte a l'espai disponible. Després del seu accés al papat, Sixt V va nomenar Fontana arquitecte de Sant Pere i li concedí, entre altres distincions, el títol de Cavaller de l'Orde de l'Esperó d'Or. Fontana va afegir el llanternó a la cúpula de Sant Pere i va proposar la prolongació de l'interior amb una nau ben definida.
Més rellevants foren els canvis que va dur a terme a Sant Joan del Laterà (cap al 1586), on va introduir, a la llotja de la façana nord (la Loggia delle Benedizioni), una imponent doble arcada, i probablement va afegir el pòrtic de dos pisos a l'Escala Santa del Laterà.
Entre les construccions civils, el seu estil pesant, amb una gran influència de l'escola del Vignola, té el millor exemple en el Palau del Laterà (iniciat el 1586), on és innegable l'aplicació vigorosa dels principis estructurals i una potència en la coordinació, però també l'absoluta manca d'imaginació i un estil monòton. Era característic de Fontana quedar satisfet amb la solució senzilla a un problema arquitectònic, com ho mostra el fet que tot seguit va tornar a aplicar el motiu del Palau del Laterà en aquella part del Vaticà que conté l'actual residència papal i en els afegitons al Palau del Quirinal, a la part que dona a la Piazza Montecavallo.
Fontana va projectar, a més a més, els braços transversals que separen els patis del Vaticà. El 1586 va aixecar l'obelisc de la plaça de Sant Pere, del qual es fa ressò al llibre Della transportatione dell'obelisco Vaticano e delle fabriche di Sisto V (Roma, 1590). També va usar els seus coneixements d'estàtica, que aleshores causaren un estupor general, en l'aixecament de tres obeliscos antics més, a la Piazza del Popolo, la de Santa Maria Major i la de Sant Joan del Laterà.
Altres obres seves a Roma són la Font del Moisès o Fontana dell'Acqua Felice (1587), l'arranjament de l'església de San Luigi dei Francesi (1589) i de les columnes de Trajà i Marc Aureli i la realització de la Via Felice, amb la cruïlla de les Quattro Fontane.
Quan va morir el seu protector, va continuar treballant durant un cert temps per al seu successor, el papa Climent VIII. Ben aviat, però, el descontentament pel seu estil, les enveges i l'acusació d'haver-se apropiat de diners públics el van fer marxar a Nàpols on, a més a més de fer el projecte dels canals, va bastir el Palau Reial. A Nàpols va dur a terme també un ambiciós projecte de requalificació urbana, va modificar el convent de Jesús i Maria i va projectar l'ermita de Camaldoli, l'església de Santa Maria della Stella, la Font del Neptú, els sepulcres dels sobirans del Casal d'Anjou a la Catedral, el Palau Carafa della Spina i la cúpula de la basílica de la Santissima Annunziata Maggiore.
A més a més, va construir la Villa Sforzesca de Castell'Azzara, a la província de Grosseto (1576), juntament amb el seu germà Giovanni (1546-1614), que també va fer fonts gegantesques a Frascati i a Roma, on se li atribueix el Palau Giustiniani i on col·laborà en la reestructuració de San Girolamo degli Schiavoni.

## Galeria d'imatges

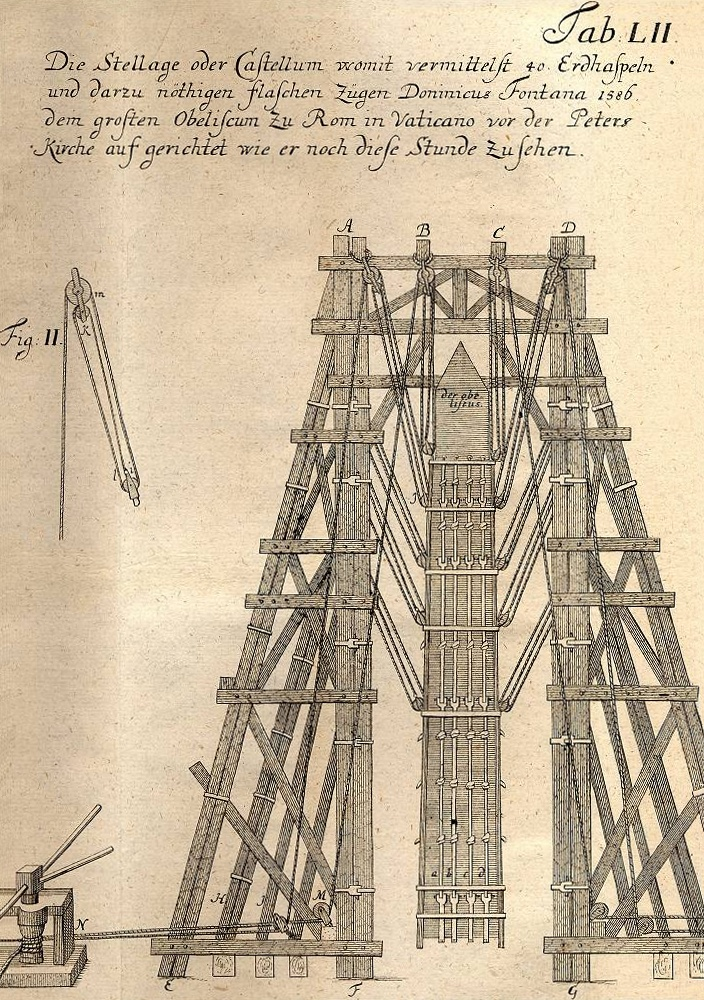
Estudi per a l'aixecament dels obeliscos romans
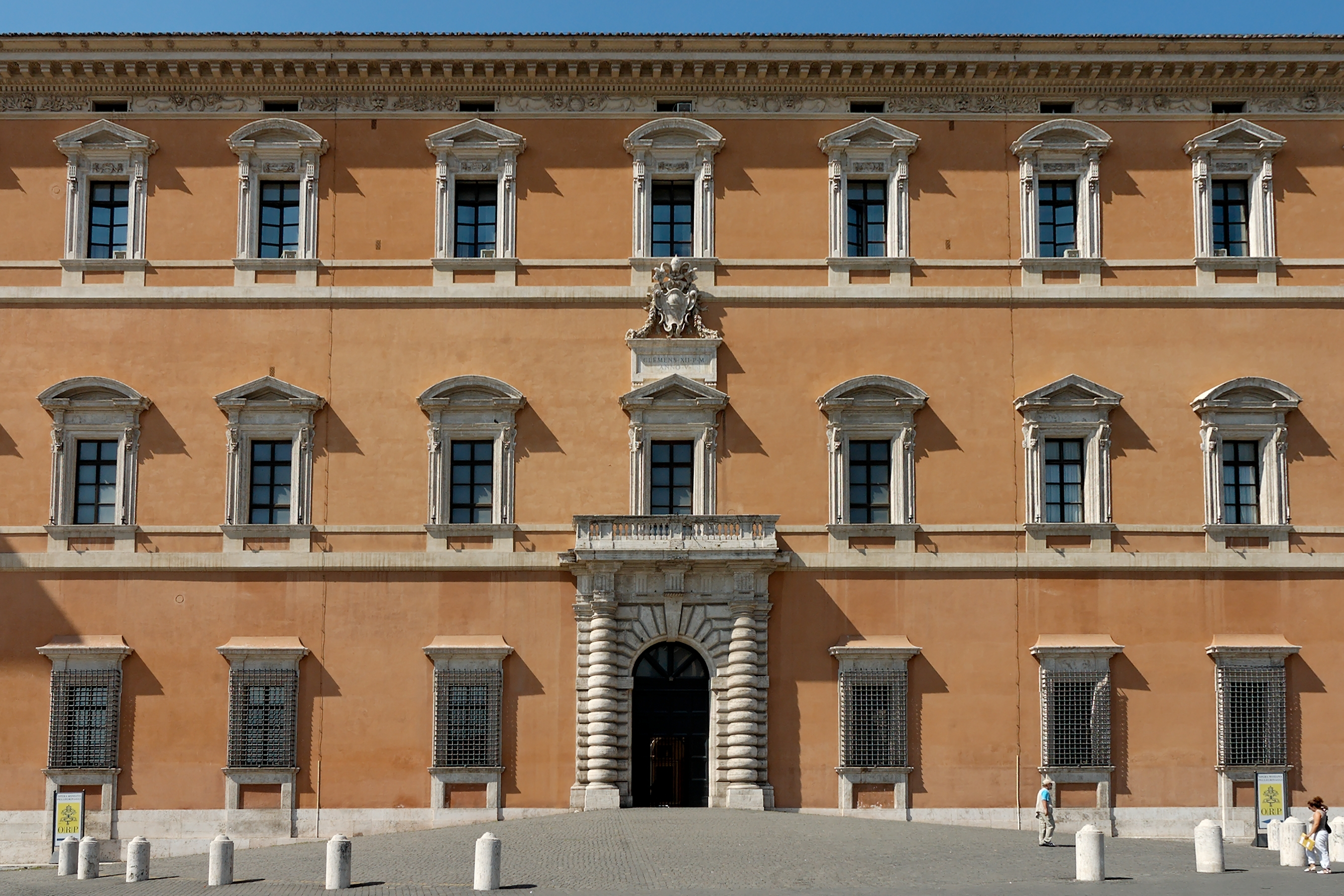
Palau del Laterà, a Roma
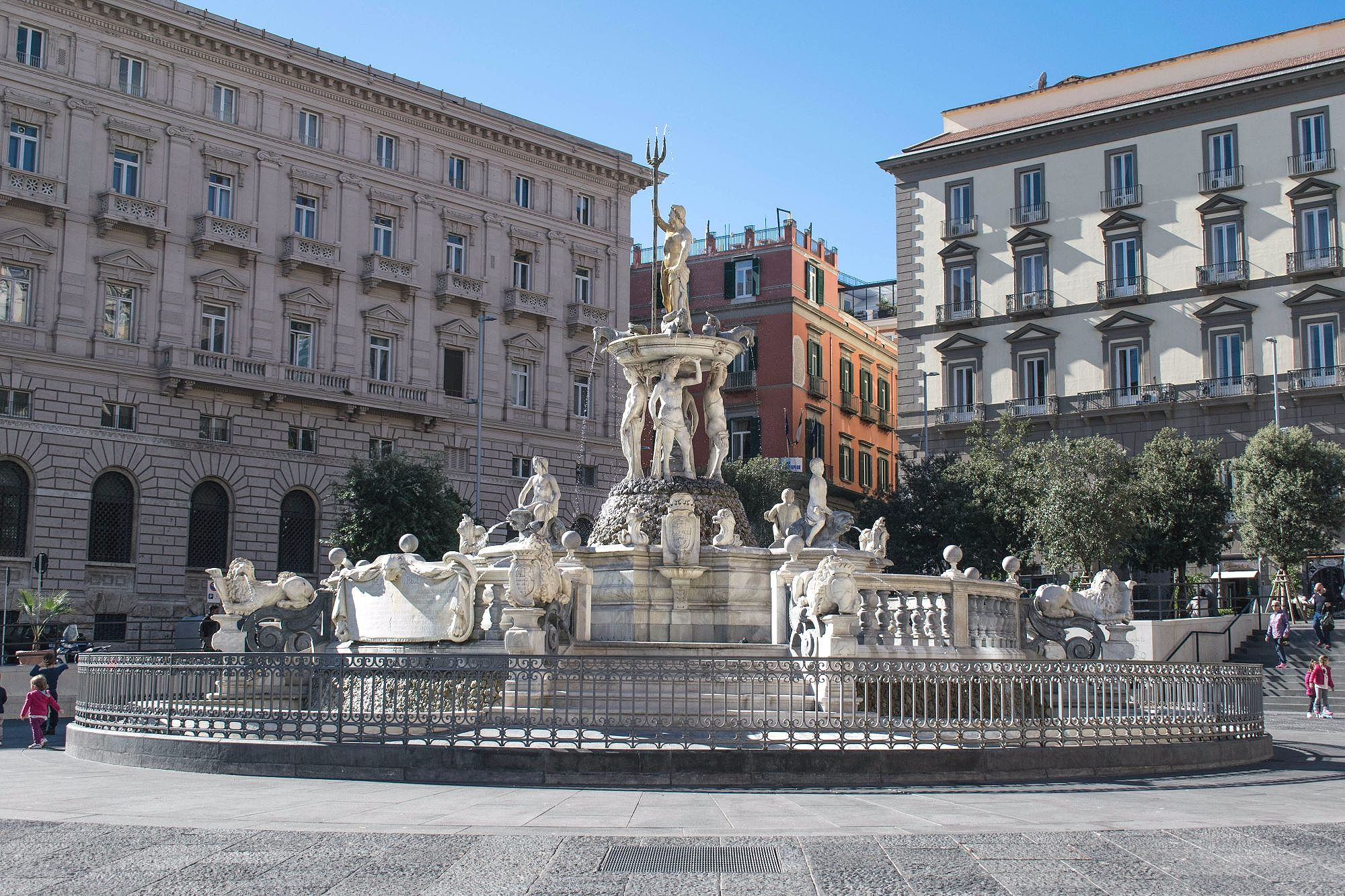
Font del Neptú, a Nàpols
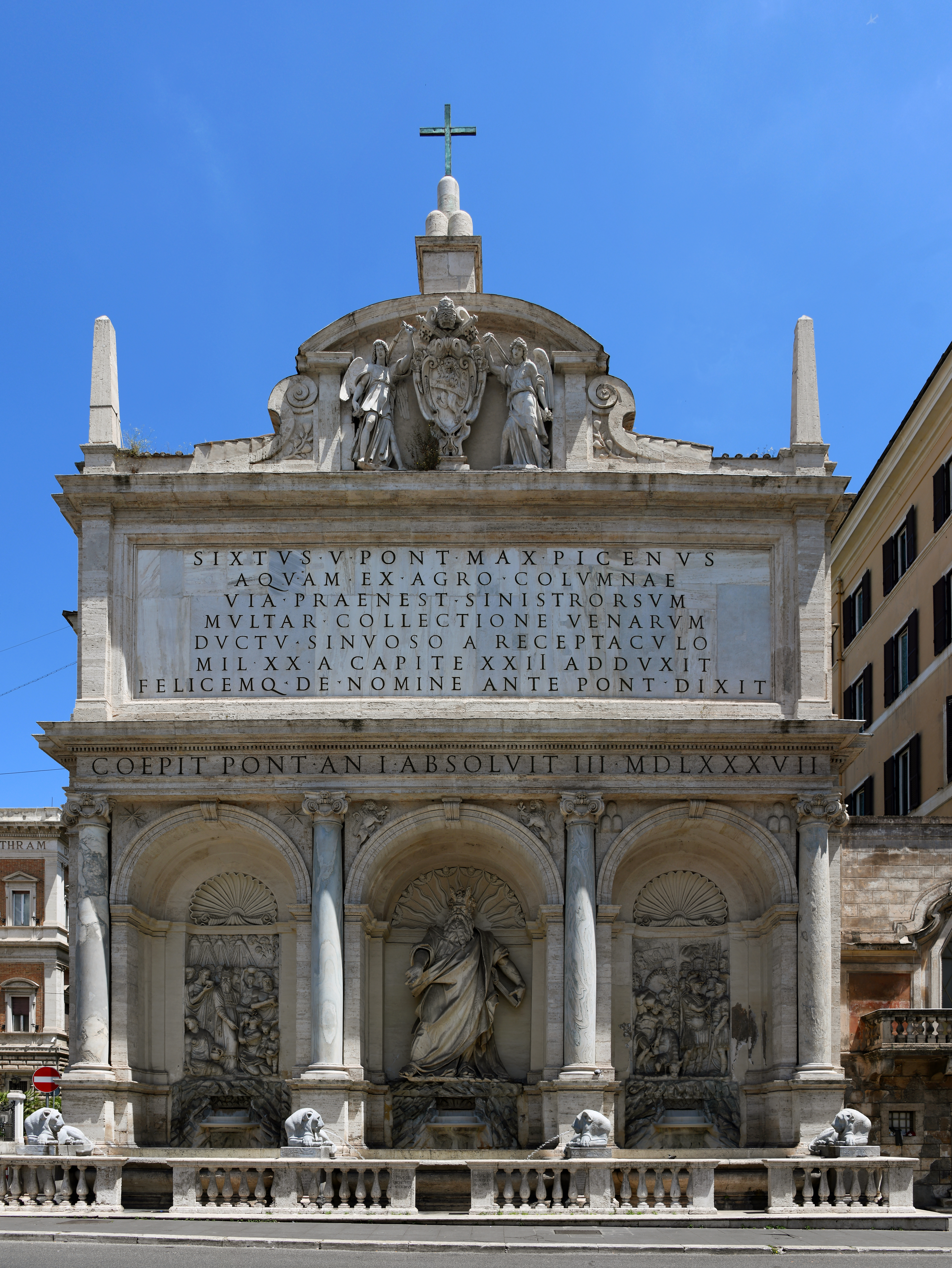
Font del Moisès, a Roma